# 114-й батальон шуцманшафта
114-й батальон шуцманшафта (нем. 114 Batalion Schutzmannschaft / SchutzmannschaftsBtl 114/Ukrainian Schuma, укр. 114-й батальйон шуцманшафту) — коллаборационистское шуцманшафт-подразделение немецкой вспомогательной охранной полиции (нем. Schutzpolizei), сформированное в июле 1942 года в Киеве.
Батальон формировался из полицаев местной полиции, добровольцев-военнопленных и мобилизованной на работы молодежи. Военнопленных набирали в лагерях Киева, а также в лагере Вустрау.
Обмундирование первоначально литовское, с начала 1943 года личный состав был переобмундирован в полевую форму охранной полиции тёмно-зелёного цвета. Знаков различия шуцманы не носили. Первоначально некоторое время на левый рукав надевали белую повязку с порядковым номером. Практически с момента формирования подразделение стало использоваться как штрафной батальон, в состав которого переводили за мелкие нарушения шуцманов индивидуальной службы.
По состоянию на 30 апреля 1943 года численность батальона составляла 235 человек. Вооружение — винтовки и шесть ручных пулемётов.
В октябре 1943 года перед вступлением в Киев советской армии был последним из полицейских частей выведен в немецкий тыл. При этом его численность была увеличена до 400 человек путём пополнения шуцманами из городской полиции.
Батальон был окружён и разбит недалеко от Каменец-Подольского 24 марта 1944 года.